# Arsène Wenger
Arsène Wenger, OBE, O. LH (* 22. Oktober 1949 in Straßburg) ist ein französischer Fußballtrainer und -funktionär sowie ehemaliger -spieler. Von 1996 bis 2018 war er Trainer des englischen Erstligisten FC Arsenal, den er zu insgesamt drei Meisterschaften und sieben Pokalsiegen führte. Zudem erreichte er im Jahr 2006 das Finale der UEFA Champions League. Wenger ist der erfolgreichste und der bisher am längsten amtierende Trainer in der Geschichte des FC Arsenal.
Seit Herbst 2019 ist er als Direktor für globale Fußballförderung beim Weltverband FIFA angestellt.

## Jugend
Arsène Wenger ist das jüngste von drei Kindern und wurde am 22. Oktober 1949 in Straßburg geboren. Die Familie lebte in Duppigheim, einem Dorf in der französisch-deutschen Grenzregion Elsass (Département Bas-Rhin). Vater Alphonse Wenger betrieb einen Ersatzteile-Handel für Automobile sowie ein Bistro. Wengers Muttersprache ist die elsässische Mundart und obwohl er Französisch erst in der Schule lernte, war er ein guter Schüler und besuchte das Gymnasium (Lycée) in Obernai. Ab 1962 spielte Wenger für die Jugendmannschaften des FC Duttlenheim.
Wenger spricht neben Deutsch und Französisch fließend Englisch sowie etwas Italienisch, Spanisch und Japanisch.

## Spielerkarriere

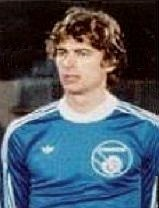
Wenger als Spieler bei Racing Straßburg (1979)

Der groß gewachsene Wenger spielte zumeist als Libero oder Verteidiger und verbrachte eine unauffällige Spielerkarriere bei Klubs aus dem Elsass. 1969 wechselte er zur AS Mutzig, die sich für die dritte Liga qualifizierte, der höchsten Amateurklasse Frankreichs. Bereits als Spieler zeigte Wenger großes Interesse an Taktik und Mannschaftsführung. Zu seinem fußballerischen Mentor avancierte Trainer Raymond Hild und gemeinsam besuchten sie Spiele des deutschen Bundesligisten Borussia Mönchengladbach. Auch nach seinem Wechsel zum Zweitligisten FC Mulhouse blieb Wenger Amateurfußballer, um weiter an der Universität Straßburg zu studieren. 1974 erwarb er ein Wirtschafts-Diplom. Anschließend folgte er Raymond Hild und wechselte zu Vauban Straßburg, für die er insgesamt drei Jahre spielte. Erst nachdem Wenger 1978 von Racing Straßburg unter Vertrag genommen worden war, wurde er mit 28 Jahren Profi. Sein Debüt in der Division 1 gab er beim 2:1-Sieg über die AS Monaco am 1. Dezember 1978 (23. Spieltag der Saison 1978/79). Mit Straßburg wurde Wenger zwar 1979 französischer Meister, war jedoch nur Ergänzungsspieler und kam nur dreimal zum Einsatz (zwei Liga-Einsätze, einmal im UEFA-Pokal). Auch in den folgenden Jahren setzte ihn Trainer Gilbert Gress nur sporadisch ein und er spielte häufiger für die Reservemannschaft. 1982 beendete Wenger seine aktive Karriere im Alter von 32 Jahren.

## Trainerkarriere

### Anfänge
Nachdem Wenger 1981 seine Trainerlizenz erhalten hatte, arbeitete er auf Empfehlung von Paul Frantz in der Jugendabteilung seines langjährigen Klubs Racing Straßburg. Vor der Saison 1983/84 machte ihn Jean-Marc Guillou zu seinem Assistenztrainer beim Zweitligisten AS Cannes. Wenger war unter anderem für das Scouting der zukünftigen Gegner verantwortlich und widmete sich intensiv der Video-Analyse.
Anschließend holte ihn Sportdirektor Aldo Platini, der Vater von Frankreichs Fußballidol Michel Platini, zur AS Nancy und am 1. Juli 1984 trat Wenger seine erste Station als verantwortlicher Cheftrainer an. Während er den lothringischen Provinzklub, trotz bescheidener Mittel, in seiner Premierensaison (1984/85) auf einen respektablen zwölften Platz geführt hatte, entgingen sie 1985/86 dem Abstieg in die zweite Liga nur knapp und mussten sich in der Relegation gegen den FC Mulhouse (0:2; 3:0) behaupten. Allerdings konnte Wenger den drohenden Abstieg in der Folgesaison 1986/87 nicht verhindern. Nach nur acht Siegen und 28 erzielten Toren stieg Nancy als Vorletzter ab. 

### AS Monaco
Trotz des Abstiegs hatte Wenger das Interesse der AS Monaco auf sich gezogen und übernahm im Juli 1987 das Traineramt im Fürstentum. Den langjährigen Profi Jean Petit machte er zu seinem Co-Trainer. Wenger gelang es auf Anhieb, die prominenten Neuzugänge Patrick Battiston, Glenn Hoddle und Mark Hateley in die Mannschaft zu integrieren und sie zu einer geschlossenen Einheit zu formen. Zwischen August 1987 und März 1988 verloren die Monegassen nur ein Ligaspiel. Mit teilweise berauschendem Angriffsfußball und sehenswerten Kombinationen gewann Monaco 1987/88 vorzeitig die französische Meisterschaft und hatte sechs Punkte Vorsprung auf den Zweitplatzierten. Wenger galt mittlerweile als einer der innovativsten Trainer des Landes und professionalisierte den gesamten Klub. Er installierte moderne Abläufe und Arbeitsmethoden, führte spezifisches Taktiktraining ein. Zur Spielvorbereitung ließ er große Mengen an Videomaterial abspielen, stellte auf eine gesunde Ernährung um und verbesserte die Regeneration seiner Spieler. Daneben erwarb er sich den Ruf eines ausgesprochenen Talentförderers, der jungen Spielern wie Emmanuel Petit oder Lilian Thuram den Sprung aus der Nachwuchsabteilung in den Profikader ermöglichte. Die wenig bekannten Neuverpflichtungen Youri Djorkaeff und insbesondere den Liberianer George Weah formte er zu internationalen Stars, aber auch etablierte Spieler wie Claude Puel oder Jürgen Klinsmann folgten Wengers „natürlicher Autorität.“ Taktisch setzte der Elsässer auf eine 4-4-2-Formation mit Raute und offensiven Außenverteidigern, die sich bei Bedarf auch in ein 4-3-3 verwandeln konnte. Unter Wenger gehörte die AS Monaco zu den Spitzenmannschaften der französischen Liga, konnte allerdings die sportliche Dominanz von Olympique Marseille nicht brechen, die vor allem auf der wirtschaftlichen Überlegenheit basierte. Später stellte sich heraus, dass Marseilles exzentrischer Vereinspräsident Bernard Tapie die sportlichen Erfolge durch systematisches Doping, Bestechung und Korruption gefördert hatte („Affäre OM-VA“). In der Zeit nach dem Gewinn der Meisterschaft, zwischen 1989 und 1993, wurde Wenger mit seinem Klub zweimal Vizemeister sowie dreimal Dritter. Lediglich 1991 gewann Monaco durch einen 1:0-Sieg über Marseille mit der Coupe de France einen weiteren Titel. Die Mannschaft setzte auch international ein Ausrufezeichen und erreichte am 6. Mai 1992 das Endspiel des Europapokals der Pokalsieger in Lissabon. Obwohl Monaco als leichter Favorit in die Partie ging, unterlagen sie Werder Bremen (0:2) und verpassten den ersten europäischen Erfolg der Vereinsgeschichte. Nachdem Monaco in den Vorjahren stets zur Spitzengruppe gezählt hatte, belegten sie 1993/94 lediglich einen enttäuschenden neunten Platz. Allerdings erreichte Monaco das Halbfinale der UEFA-Champions League, das sie  mit 0:3 gegen die AC Mailand verloren. Im Sommer 1994 wurde Wenger als Trainer-Kandidat des FC Bayern München gehandelt, lehnte jedoch das Vertragsangebot aus Loyalität zu seinem Klub ab. Nach einem Fehlstart in die folgende Saison 1994/95 wurde Wenger am 17. September 1994 entlassen. Seine Amtszeit von sieben Jahren ist die bislang längste eines Monaco-Trainers.

### Nagoya Grampus Eight
Auf einem FIFA-Kongress beeindruckte Wenger durch seine Analyse der WM 1994 die Verantwortlichen des japanischen Automobil-Konzerns Toyota, die ihm nach seiner Entlassung in Monaco einen Vertrag anboten. Ernüchtert durch den Korruptionsskandal in der französischen Liga, suchte Wenger eine neue Herausforderung und unterschrieb im Dezember 1994 einen Zwei-Jahres-Vertrag bei Toyotas Werksmannschaft Nagoya Grampus Eight. Im Verhältnis zu Europa war Japan zwar ein fußballerisches „Entwicklungsland“, doch die neu gegründete J.League erlebte einen regelrechten Boom und setzte verstärkt auf ausländische Trainer. Wenger musste sich in einer fremden Kultur zurechtfinden. Zu seinem wichtigsten Mitarbeiter und Co-Trainer machte er Boro Primorac, mit dem er bis 2018 zusammenarbeitete. Ab März 1995 nahm Wenger mit seiner Mannschaft an der zweiten Spielzeit der Liga teil. Unter seiner sportlichen Leitung räumte er den Spielern viele kreative Freiheiten ein und insbesondere der serbische Spielmacher Dragan Stojković blühte unter Wenger auf. Nach einem mäßigen Start belegte Nagoya am Saisonende den dritten Platz und gewann durch einen 3:0-Sieg über Sanfrecce Hiroshima den Kaiserpokal. Kurz darauf holte Wenger mit dem japanischen Supercup (2:0 gegen Yokohama F. Marinos) einen weiteren Titel. Seine letzte Partie als Nagoya-Trainer absolvierte Wenger am 28. August 1996 und verabschiedete sich mit einer kurzen Ansprache in Japanisch vom Publikum.

### FC Arsenal

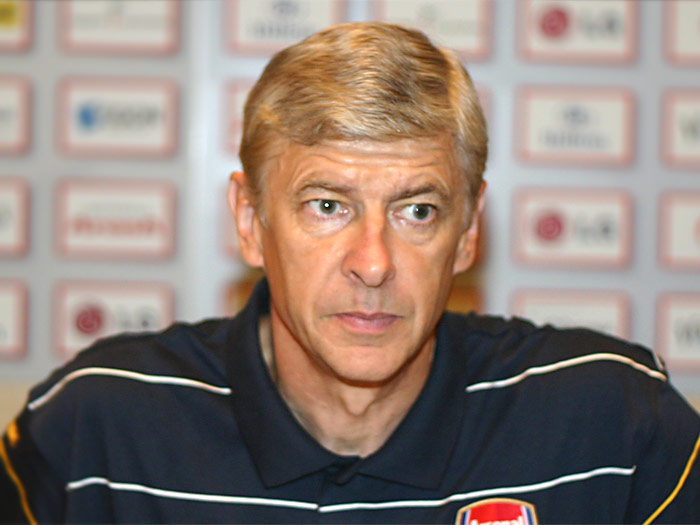
Arsène Wenger als Arsenal-Trainer

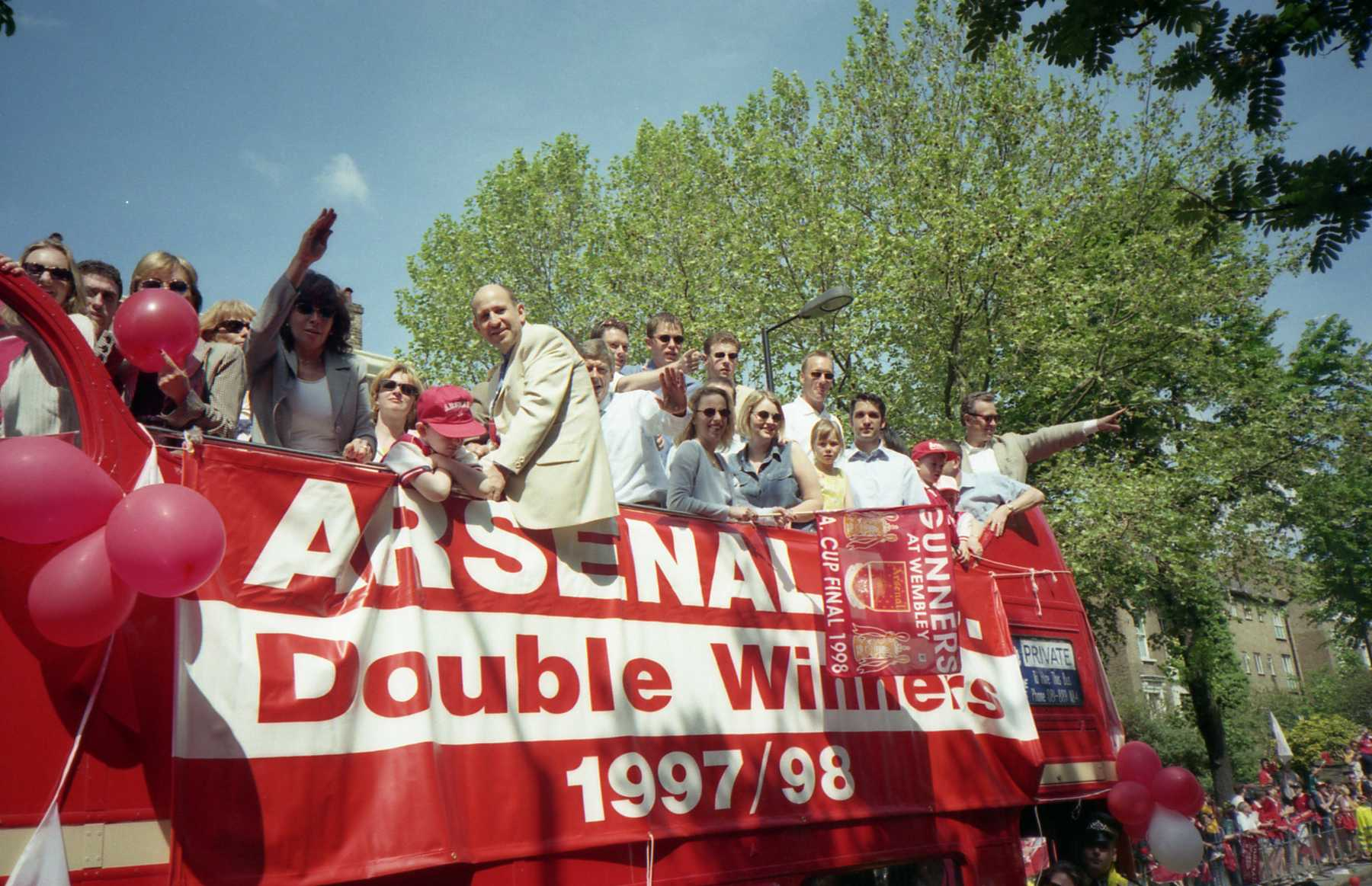
Siegesparade nach dem Double 1997/98

Am 22. September 1996 wurde Arsène Wenger als neuer Trainer des FC Arsenal vorgestellt und folgte auf den zuvor entlassenen Bruce Rioch. Die Verpflichtung des 46-jährigen Franzosen galt als mutiger Schritt des Traditionsklubs, der den Prototypen eines altmodischen englischen Fußballvereins verkörperte. Medien, Fans und sogar Spieler reagierten irritiert auf die Verpflichtung des Unbekannten, der als Manager auch die Kontrolle über Arsenals Transfers und Verträge erhielt. Der Evening Standard titelte am Tag nach seiner Vorstellung „Arsène Who?“ und fragte, was Wenger vorzuweisen habe, um das Traineramt der Gunners zu übernehmen. Seinen Posten trat Wenger am 1. Oktober 1996 offiziell an und der 2:0-Auswärtssieg über die Blackburn Rovers war sein erstes Premier-League-Spiel (9. Spieltag). Der introvertierte Trainer stand von Beginn an im Fokus, musste sich den unbequemen Fragen der Presse stellen, denn kaum jemand traute ihm zu, den Klub mit avantgardistischen Ideen zu revolutionieren. Es dauerte einige Wochen, bis die überwiegend aus abgekochten, skeptischen Briten bestehende Mannschaft mit dem ausländischen Nobody warm wurde.

„Am Anfang dachte ich: Was versteht dieser Franzose schon vom Fußball? Er trägt Brille und sieht aus wie ein Lehrer in der Schule. Kann er überhaupt richtig Englisch?“

Gleich nach seiner Übernahme beendete Wenger das langwierige, kräftezehrende Konditionstraining und setzte stattdessen kürzere Trainingseinheiten an. Zur Verwunderung der Spieler führte er ein striktes Alkoholverbot ein und stellte die Ernährungspläne grundlegend um, indem er Junkfood und Schokoriegel vor den Spielen strich und stattdessen mehr Gemüse sowie Pasta verordnete. Diese auf der Insel zum damaligen Zeitpunkt ungehört progressiven Maßnahmen verbesserten den körperlichen Zustand der Mannschaft ungemein und am Saisonende 1996/97 belegte Arsenal den dritten Platz. Vor Beginn seiner ersten vollen Spielzeit als Arsenal-Trainer (1997/98) begann Wenger mit dem Umbau des Kaders, den vor allem englische Profis dominierten. Mit Emmanuel Petit, Marc Overmars und Nicolas Anelka verpflichtete er vielversprechende Spieler aus dem Ausland, Dennis Bergkamp und Patrick Vieira avancierten zu absoluten Schlüsselspielern. Der FC Arsenal, den man vor Wengers Ankunft wegen seiner Spielweise häufig als „boring Arsenal“ verspottet hatte, überzeugte durch kreatives Aufbauspiel, das auf einer verbesserten technischen Basis beruhte. Wengers Änderungen zeigten schnell den gewünschten Effekt und nach einem Sieg über den großen Titelfavoriten Manchester United, übernahm Arsenal im März 1998 die Tabellenführung und wurde am Saisonende mit einem Punkt Vorsprung englischer Meister. Durch einen 2:0-Sieg über Newcastle United gewannen die Gunners ebenfalls den FA Cup 1998 und machten das erste Double seit 27 Jahren perfekt. Dieser überraschende Triumph eines nichtbritischen Trainers galt als Folge einer Symbiose aus englischem Tempofußball und kontinentaler Eleganz. Für seine akribische und innovative Herangehensweise an das Spiel wurde Wenger gefeiert und die Presse nannte ihn wegen seines intellektuellen Auftretens „Le Professeur.“ Er erhielt die Auszeichnung als Premier League Manager of the Season und die Fans legten ihre anfängliche Skepsis ab, indem sie großes Vertrauen in die Fähigkeiten ihres Trainers entwickelten. Der Spruch „Arsène knows“ („Arsène weiß es/kennt sich aus“) war häufig auf Fahnen und Bannern zu lesen. Durch den Double-Gewinn avancierte Arsenal zum größten sportlichen Herausforderer von Manchester United, die bislang die Liga dominiert hatten. Die beiden Klubs lieferten sich in den kommenden Jahren eine Reihe erbitterter Duelle und insbesondere die persönliche Rivalität zwischen Wenger und Alex Ferguson, die häufig in der Öffentlichkeit ausgetragen wurde, zählt zu den bemerkenswertesten Duellen der Premier League. Die beiden Trainer unterschieden sich deutlich: Wenger, der studierte Ökonom galt als asketischer, ruhiger Intellektueller. Der autokratische Schotte Ferguson hingegen verkörperte den cholerischen Zuchtmeister.
Innerhalb kurzer Zeit hatte Wenger die Gunners zu einer Spitzenmannschaft geformt, die durch attraktiven Angriffsfußball überzeugte und sich mit ihrer Spielweise vom Rest der englischen Liga abhob. Allerdings konnten sie die sportliche Dominanz von Manchester United nicht dauerhaft brechen und wurden in den Spielzeiten nach dem Double dreimal in Folge Vize-Meister (1998/99, 1999/00, 2000/01). Auch ein internationaler Erfolg blieb Wenger verwehrt. Arsenal traf am 17. Mai 2000 im Endspiel des UEFA-Pokals auf Galatasaray Istanbul, unterlag jedoch überraschend mit 1:4 i. E. und verlor auch das FA-Cup Finale 2001 (1:2 gegen den FC Liverpool). Trotz fehlender Titel behielt Wenger seinen eingeschlagenen Kurs bei und wurde seinem Ruf, ein Förderer und Entwickler junger Talente zu sein, gerecht. Obwohl er kontinuierlich ältere Spieler durch Nachwuchstalente oder kostengünstige, zumeist ausländische, Neuverpflichtungen ersetzte, konnte seine Mannschaft das sportliche Niveau halten. Im Vergleich zu den anderen Klubs der Premier League waren Arsenals Transferausgaben deutlich geringer. Beispielsweise verkaufte er Nicolas Anelka, der für 500.000 £ verpflichtet worden war, nach zähen Verhandlungen im Jahr 1999 für die Rekordsumme von umgerechnet 65 Millionen D-Mark an Real Madrid. Als Ersatz holte Wenger seinen ehemaligen Schützling Thierry Henry, den er bereits in Monaco trainiert hatte. Er setzte den schnellen Flügelstürmer von Beginn an als Mittelstürmer ein, wodurch Henry seine Spielweise zunächst komplett neu ausrichten und sich an den schnellen, kraftvollen Fußball der Premier League anpassen musste. Dieser von Wenger initiierte Positionswechsel leitete Henrys beeindruckende Entwicklung zu einem der besten Torjäger seiner Generation ein. Bis 2007 erzielte er 226 Tore für Arsenal und ist damit Rekordtorschütze des Klubs. Weitere gewinnbringende Transfers waren die Verkäufe von Emmanuel Petit und Marc Overmars für umgerechnet 90 Millionen Mark an den FC Barcelona (2000). Zur Saison 2001/02 steigerte sich Arsenal deutlich, spielte einen technisch brillanten Fußball und legte die unglückliche Rolle des ewigen Zweiten ab. Kritiker schwärmten, dass die Mannschaft in ihren Sternstunden die Grenze vom Sport zur Kunst regelrecht zu überwinden schien. Aus einer 4-4-2-Struktur heraus schaltete Arsenal blitzschnell um und war nach einem Ballgewinn in der Lage, sich mit zwei bis drei Pässen vor das gegnerische Tor zu kombinieren. Während die robuste Defensive hauptsächlich durch englische Profis wie David Seaman, Martin Keown, Ashley Cole oder Sol Campbell geprägt wurde, dominierte die „French Connection“ um Patrick Vieira, Robert Pires, Sylvain Wiltord und natürlich Superstar Thierry Henry das Angriffsspiel. Hinzu kam Dennis Bergkamp, dessen Spielweise perfekt zu dem pfeilschnellen Stürmer Henry passte. Obwohl im Verlauf der Saison viele Stammspieler mit schweren Verletzungen über längere Zeit ausfielen, legten die Gunners nach einem schwachen Start eine imposante Beständigkeit vor und blieben in der Premier League auswärts ungeschlagen. In jeder Partie machten sie mindestens ein Tor und gewannen die letzten zwölf Spiele in Folge. Am vorletzten Spieltag gewann Wenger mit Arsenal ausgerechnet im Old Trafford durch einen Sieg über Manchester United (0:1) die Meisterschaft. Kurz zuvor hatten sie bereits den FA Cup gewonnen (2:0 gegen den FC Chelsea) und sich damit das dritte Double der Vereinsgeschichte gesichert. 2002/03 holte sich United den Meistertitel wieder zurück und verwies Arsenal erneut auf den zweiten Platz, allerdings gelang Wengers Mannschaft die erfolgreiche Titelverteidigung im FA Cup 2003 (1:0 gegen den FC Southampton). 

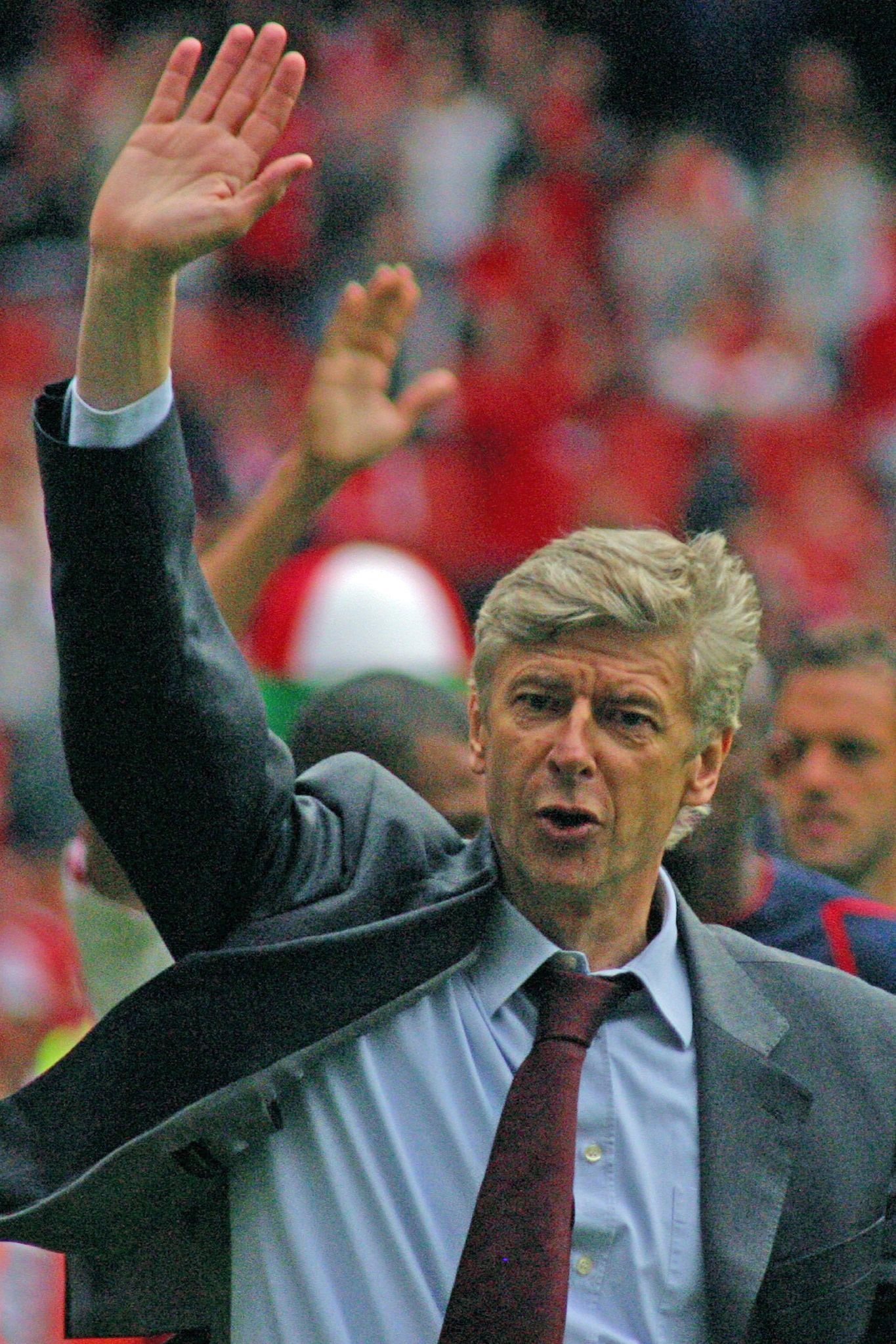
Arsène Wenger

Den unbestrittenen Höhepunkt von Wengers Wirken markierte die historische Premier-League-Saison 2003/04. Der FC Arsenal gewann zum dritten Mal unter seiner Leitung die englische Meisterschaft und blieb dabei in allen 38 Saisonspielen ohne Niederlage (26 Siege, 12 Unentschieden). Diese Rekordmarke setzte neue Maßstäbe im modernen Klubfußball, denn letztmalig hatte Preston North End in der Saison 1888/89 ungeschlagen die Meisterschaft gewonnen. Ein Jahr zuvor war Wenger verspottet worden, weil er in einem Interview gesagt hatte, dass er „nach wie vor hofft, dass Arsenal die Saison ungeschlagen absolvieren“ kann. Arsenal war mit 73 Treffern die torgefährlichste Mannschaft der Liga, der neu verpflichtete Torwart Jens Lehmann blieb in 21 Partien ohne Gegentor. Ausgerechnet beim großen Lokalrivalen aus Nord-London, Tottenham Hotspur, krönten sich die Gunners am 35. Spieltag vorzeitig zum Meister. Dabei überzeugte Arsenal durch einen fluiden, variablen, gleichzeitig körperlosen und physisch starken One-Touch-Fußball, den Wenger perfekt auf seinen kostengünstig zusammengestellten Kader zugeschnitten hatte. Die Fähigkeiten der einzelnen Spieler kamen individuell wie auch im Kollektiv bestens zur Geltung. Durch Dennis Bergkamps freie Rolle und die Vorstöße der Außenbahnspieler boten sie ihr vermeintliches 4-4-2 eher als 4-2-3-1 dar, durch dessen Auslegung sie der Premier League zu dieser Zeit um einige Jahre voraus waren. Absoluter Zielspieler im Angriff war Thierry Henry, der in dieser Phase seiner Karriere zu den besten Spielern der Welt gehörte und mit seiner Spielweise Wengers Anforderungen perfekt erfüllte. Der formstarke Kapitän Patrick Vieira verkörperte die Rolle des modernen Sechsers und galt als Prototyp des zweikampfstarken box-to-box-Spielers. Normalerweise setzte Arsenals Spielstil eigenen Ballbesitz voraus, der durch clevere Laufwege in die Tiefe und gutes Passspiel immer wieder gefährlich wurde. Aber die physisch und technisch außergewöhnliche Mannschaft überfiel ihre Gegner auch regelmäßig mit direkten Tempo-Gegenstößen. Die Offensivspieler agierten im Passspiel häufig mit einem Kontakt und liefen ohne Ball immer wieder in hohem Tempo hinter die gegnerische Abwehrkette. Eine intelligente, flexible Einheit, mit kompletten, überall auf dem Feld eigenständigen Akteuren. Saisonübergreifend blieb Arsenal zwischen dem 7. Mai 2003 und dem 16. Oktober 2004 für 49 Ligaspiele in Folge ungeschlagen, was ihnen den bezeichnenden Namen „the Invincibles“ (die Unbesiegbaren) einbrachte. Für seinen attraktiven Fußball wurde Wenger weltweit gefeiert und er erhielt zum dritten Mal nach 1998 und 2002 die Auszeichnung als Premier League Manager of the Year. Unlängst beschrieb ihn Arsenals Vizepräsident David Dein als den wichtigsten Manager der Vereinsgeschichte, das Vertrauen der Anhänger stieg quasi ins Unermessliche. Der Spruch „in Arsène we trust“ entwickelte und etablierte sich in Fankreisen. 
Unter Wenger gewann Arsenal weitere fünf Mal den FA Cup (2003, 2005, 2014, 2015 und 2017) und die Meisterschaft 2004, ohne auch nur ein Spiel verloren zu haben. Jedoch gab es keinen Champions-League-Erfolg. Weiterhin musste die Abwehr während der zwei Spiele in der ersten K.-o-Runde der Champions League 2005/06 gegen die „Galaktischen“ von Real Madrid kein Tor hinnehmen. Diese Abwehr kostete Arsenal weniger als fünf Millionen Pfund – weniger als die Hälfte dessen, was Real für den zentralen Verteidiger Jonathan Woodgate bezahlte.
Er hatte außerdem Einfluss auf die Gestaltung von Arsenals neuem Stadion, dem Emirates Stadium, und den Umzug in das neue Trainingsgelände in Colney, von dem man sich erzählt, dass Wenger jedes noch so kleine Detail überwacht habe, bis hin zur Form der Löffel im Spieler-Restaurant. David Dein, Arsenals Vizepräsident, beschrieb Wenger als den wichtigsten Manager der Vereinsgeschichte, als jemanden, der „Wunder wahrmacht“. Ohne die erhöhten Fernseh- und Preisgelder (vor allem aus der Champions League), die aufgrund von Wengers Erfolgen verbucht werden konnten, wäre es unwahrscheinlich, dass man das neue Stadion hätte bauen können. Wenger, den man „Professor“ oder „Boss“ nennt, repräsentiert die neue Generation von ausgebildeten Managern und ist hinsichtlich der gewonnenen Titel Arsenals erfolgreichster Trainer.
Die Fans würdigen seine Treue zum und die Identifikation mit dem Verein; sie vertrauen ihm und schenken seinen langfristigen Vorstellungen Glauben, auch während der weniger erfolgreichen Phasen seiner Amtszeit, was bei anderen Fußballvereinen eher selten der Fall ist. Für die Abschieds-Aktion von Highbury zeigten die Fans ihre Anerkennung für den Manager, indem sie den „Wenger Day“ als einen von verschiedenen „Themed Matchdays“ (etwa „Spieltagen mit Thema“), die der Verein anlässlich der Feier zum Auszug aus ihrer historischen Spielstätte vorgeschlagen hatte, auswählten. Der „Wenger Day“ wurde an Wengers 56. Geburtstag am 22. Oktober 2005 bei einem Spiel gegen Manchester City begangen.
Nach dem Rücktritt von Rudi Völler als DFB-Teamchef war der deutschsprechende Elsässer auch als Nachfolger im Gespräch. 2004 war er auch als Trainer beim Nationalteam Frankreichs im Gespräch. Im Juni 2006 versprach Juan Miguel Villar Mir während des Wahlkampfes um das Präsidentenamt bei Real Madrid, Wenger als neuen Trainer zu den Galaktischen zu lotsen, falls Villar zum neuen Präsidenten gewählt werden sollte. Laut eigenen Angaben seien er und Wenger bereits über einen Vierjahresvertrag einig gewesen.
Für 2008 wurde Wenger erstmals von France Football zum Französischen Trainer des Jahres gewählt.
Anlässlich seines zehnten Jubiläums beim FC Arsenal erklärte der Vizepräsident des Vereins, David Dein: „Wir wollen ihn für den Rest seiner Karriere. Wenn er irgendwann mal den Trainingsanzug in den Schrank hängen möchte, wäre er in der Vorstandsetage von unschätzbarem Wert.“ Wenger verlängerte im September 2007 seinen Vertrag bei Arsenal bis 2011, im August 2010 wiederum bis 2014. Im Mai 2014 wurde der laufende Vertrag wiederum bis 2017 verlängert. Ende Mai 2017 verlängerte Wenger seinen auslaufenden Vertrag nach langer Unsicherheit über seine Zukunft und Spekulationen, dass er nach seiner schwächsten Saison seit zwei Jahrzehnten ersetzt werden könnte, doch noch bei Arsenal. Auch über ein Karriereende war lange diskutiert worden. Zuvor hatte er angekündigt, seine Karriere unabhängig von einer Verlängerung fortzusetzen. Sein neuer Vertrag hätte bis Juni 2019 laufen sollen.
Am 28. Dezember 2017 absolvierte Wenger sein 810. Spiel als Trainer einer Mannschaft der Premier League und stellte den Rekord von Alex Ferguson ein.
Am 20. April 2018 gab Wenger überraschend bekannt, dass er am Ende der Saison 2017/18 nach fast 22 Jahren als Arsenal-Trainer zurücktreten werde. Wenige Tage später, am 25. April 2018, sagte Wenger jedoch, der vorzeitige Abschied sei „nicht wirklich seine Entscheidung“ gewesen. Er plane, nach dem Abschied von Arsenal weiter im Fußball aktiv zu sein.

## Titel und Auszeichnungen

### Als Spieler
- Französischer Meister: 1979 (Racing Straßburg)
- Coupe d'Alsace (3): 1971 (AS Mutzig), 1977 (Vauban Straßburg), 1980 (Racing Straßburg)

### Als Trainer
FC Arsenal
- Englischer Meister (3): 1998, 2002, 2004
- Englischer Pokalsieger (7): 1998, 2002, 2003, 2005, 2014, 2015, 2017
- Englischer Supercupsieger (7): 1998, 1999, 2002, 2004, 2014, 2015, 2017

Nagoya Grampus Eight
- Japanischer Pokalsieger: 1995
- Japanischer Supercupsieger: 1996

AS Monaco
- Französischer Meister: 1988
- Französischer Pokalsieger: 1991

Auszeichnungen
- J. League Manager of the Year: 1995
- Premier League Manager of the Season (3): 1997/98, 2001/02, 2003/04
- Premier League Manager of the Month (15):  3/1998, 4/1998, 10/2000, 4/2002, 9/2002, 8/2003, 2/2004, 8/2004, 9/2007, 12/2007, 2/2011, 2/2012, 9/2013, 3/2015, 10/2015
- World Soccer Trainer des Jahres: 1998
- Onze d’Or Trainer des Jahres (4): 2000, 2002, 2003, 2004
- BBC Sports Personality of the Year Coach Award (2): 2002, 2004
- Ritter der Ehrenlegion (2002)[32]
- Officer of the Order of the British Empire  (2003)
- English Football Hall of Fame (2006)
- Französischer Trainer des Jahres: 2008
- IFFHS Welttrainer der Dekade (2001–2010): 2011[33]
- Premier League Hall of Fame (2023)

## Funktionärskarriere
Nach eineinhalb Jahren ohne Anstellung im Fußballbereich gab Wenger im November 2019 bekannt, künftig für die FIFA als Direktor für globale Fußballförderung tätig zu sein.

## Privates
Arsène Wenger führte eine langjährige Beziehung mit Annie Brosterhous. Die ehemalige Basketballspielerin gebar im Jahr 1997 eine gemeinsame Tochter – Wengers einziges Kind.

## Kontroversen
Am 10. Oktober 2000 wurde er mit einem Bußgeld und einer Sperre von zwölf Spielen wegen „Drohungen und physischen Einschüchterungsversuchen“ gegenüber einem Mitglied des Schiedsrichtergespanns während Arsenals damaliger Niederlage bei Sunderland bestraft, die Sperre wurde später wegen einer Berufungsklage aufgehoben.
Im Oktober und November 2005 wurde Wenger in eine Wortschlacht mit dem damaligen Chelsea-Trainer José Mourinho verwickelt. Mourinho beschuldigte Wenger, eine unprofessionelle Beziehung zum FC Chelsea zu pflegen, er ging sogar so weit, Wenger als einen „Voyeur“ zu betiteln, und wurde folgendermaßen zitiert: „He’s worried about us, he’s always talking about us – it’s Chelsea, Chelsea, Chelsea, Chelsea“ („Er ist besorgt um uns, er spricht ständig von uns – es geht nur um Chelsea, Chelsea, Chelsea, Chelsea“). Wenger antwortete, dass er nur auf Fragen von Journalisten, die sich um Chelsea gedreht hätten, eingegangen sei, und beschrieb Mourinhos Haltung als respektlos. Wenger dachte außerdem laut darüber nach, sich bei der FIFA deswegen zu beschweren, letztlich tat er jedoch nichts dergleichen.
Wenger wurde von mehreren Premier-League-Trainern kritisiert, weil er nur wenige englische Feldspieler aufstellte, besonders in der Champions League. West Ham Uniteds Manager Alan Pardew erklärte, dass Arsenals Champions-League-Erfolge nicht unbedingt Erfolge für den britischen Fußball seien. Wenger betrachtet die Nationalität der Spieler als irrelevant und antwortete: „Wenn du einen Verein repräsentierst, dann geht es um Werte und Qualität, nicht um Pässe.“ Andere Experten, unter anderem Sir Trevor Brooking, eine Legende in West Ham und einer der höchsten Offiziellen der FA, verteidigten Wenger. Brooking erklärte, dass das Fehlen von englischen Spielern in einem der erfolgreichsten Vereine Englands mehr eine Diskussion über die Talente in England als eine Diskussion über Wenger auslösen solle.

## Wissenswertes
2007 wurde ein Asteroid nach ihm benannt: (33179) Arsènewenger.